# Club Social y Deportivo Central Palestino Fútbol Club
El Club Social y Deportivo Central Palestino Fútbol Club, o simplemente Central Palestino, fue un club de fútbol uruguayo, de la ciudad de Chuy en Rocha. Fue fundado en 1987 y se destacó por su corta, pero exitosa vida.

## Historia
El Club Social y Deportivo Central Palestino Fútbol Club fue fundado el 21 de septiembre de 1987 por integrantes de las comunidades árabe-palestinas presentes en la ciudad fronteriza de Chuy y su vecina, la brasilera Chuí.
Desde sus comienzos, el club tuvo un importante apoyo popular y económico de la zona, motivo por el cual formaron parte del equipo grandes jugadores de la época, destacándose la presencia de Daniel Carreño, Álvaro Lois, Martin Taborda, Mario Viera y Marcelo Pittaluga Camacho en el equipo. El mismo año de su fundación se afilia a la Liga Regional de Fútbol de Chuy, para ese mismo año conseguir el ascenso a la principal categoría de la liga. Dos años después se consagra campeón de la máxima categoría del fútbol de Chuy, motivo por el cual clasifica al Campeonato Departamental de Rocha de ese año.
En 1991 se corona como el mejor del campeonato del Sector Interior de Rocha, y clasifica por primera vez a la Copa El País que se disputaría ese mismo año. En dicho torneo alcanzaría la final, donde perdería frente a Fritsa de Tacuarembó. Al año siguiente volvería a participar de la copa, quedando eliminado en primera fase. En 1993 alcanzaría las semifinales, gracias a sus dos estrellas;  Marcelo Pittaluga, hijo de Pittaluga Camacho que militaria después en Juventud de Brasil, saliendo campeón y goleador del mismo, con 12 goles a la corta edad de 15 años, y José Orie que militó en Sporting Lisboa de Portugal y en Rengers de la MLS Quilmes Florida. En 1994 jugaría por cuarta y última vez la Copa El País, donde volvería a perder en la final, esta vez frente a Porongos de Trinidad.
En 1993 y 1994 participó de las únicas dos ediciones del Campeonato Integración, torneo organizado en conjunto por AUF y OFI. En la primera edición quedó eliminado en primera fase frente a Cerro por penales, y en la segunda edición también quedó eliminado en primera fase, pero frente a River Plate.
Ya en los últimos años de la década de 1990 el club fue perdiendo su poderío popular y económico, en parte producto del decaimiento económico de la zona, hasta el punto de desaparecer. En poco más de una década de existencia, el club había nacido, alcanzado momentos de gloria, y desaparecido.
El poderío económico y los buenos resultados de Central Palestino le hizo ser noticia en los principales medios de prensa del Uruguay a tal punto de ser tema de discusión en muchas partes del país. Algo similar se dio con Tito Borjas de San José de Mayo durante la temporada 2004, donde perdió la final de la Copa El País frente a Wanderers de Artigas con un importante aporte económico externo al club.

## Uniforme
- Uniforme titular: Camiseta a franjas verticales blancas, negras, verdes y rojas, pantalón negro, medias rojas.
- Uniforme alternativo: Camiseta blanca con vivos negros, verdes y rojos, pantalón negro, medias rojas.

Ambas camisetas contenían la bandera de Palestina como escudo.

## Palmarés

### Torneos nacionales
- Campeonato del Este (fase intermedia de la Copa El País) (1): 1991

### Torneos departamentales
- Departamental de Rocha (1): 1990
- Sector Interior de Rocha (3): 1991, 1992, 1993

### Torneos locales
- Liga Regional de Fútbol de Chuy (3): 1989, 1992, 1994
- Liga Regional de Fútbol de Chuy Divisional B (1): 1987